# Kanefer (Prinz)
Kanefer war ein altägyptischer Prinz der 4. Dynastie während des Alten Reiches. Er mag vielleicht ein Sohn des Königs (Pharao) Snofru gewesen sein, was jedoch nicht sicher ist.

## Identität
Kanefer wird von einigen Ägyptologen, wie zum Beispiel Rainer Stadelmann, als Sohn von Snofru, dem Begründer der vierten Dynastie, angesehen. Von anderen Forschern wird er hingegen in eine spätere Zeit datiert. Wolfgang Helck beispielsweise wähnt die Lebenszeit des Prinzen am Ende der 4. Dynastie. Kanefer trug mehrere bedeutende Titel, etwa den des Wesirs (des höchsten Amtes im Staate), aber auch den eines Generals. Rainer Stadelmann hält ihn zudem für den Bauherrn der Roten Pyramide des Snofru.

## Grabstätte
Kanefer gehört die Mastaba DAM 15 (Nummer 28) in Dahschur. Obwohl sie sich architektonisch in die frühe 4. Dynastie und somit in die Regierungszeit des Snofru einordnen lässt, wurde diese zeitliche Einordnung von mehreren Seiten in Zweifel gezogen. Wolfgang Helck etwa datiert die Grabinschriften ans Ende der 4. Dynastie. Einen weiteren Kritikpunkt bildet die Position des Grabes. Es befindet sich etwa 1,2 km östlich der Roten Pyramide und ist damit deutlich weiter von dieser entfernt als die eigentliche königliche Familiennekropole.